# Pterolophia siporensis
Pterolophia siporensis là một loài bọ cánh cứng trong họ Cerambycidae.